# Sam & Max: What's New, Beelzebub?
Sam & Max: What's New, Beelzebub? è il quinto e ultimo episodio della seconda serie di Sam & Max sviluppata dalla Telltale Games e pubblicato dalla GameTap.